# إيملي وارفيلد
إيملي وارفيلد (بالإنجليزية: Emily Warfield)‏ هي ممثلة أمريكية، ولدت في 10 أغسطس 1972 في الولايات المتحدة.

## وصلات خارجية
- إيملي وارفيلد على موقع IMDb (الإنجليزية)
- إيملي وارفيلد على موقع ألو سيني (الفرنسية)
- إيملي وارفيلد على موقع أول موفي (الإنجليزية)
- إيملي وارفيلد على موقع قاعدة بيانات الأفلام السويدية (السويدية)
- إيملي وارفيلد على موقع قاعدة بيانات الفيلم (الإنجليزية)
- إيملي وارفيلد على موقع كينوبويسك (الروسية)